# Frederik Lints
Frederik Constant Henri Lints (Leuven, 24 mei 1833 - aldaar, 26 september 1900) was een Leuvens liberaal politicus en van 1896 tot 1900 de burgemeester van deze stad.
Hij was voorzitter van de letter- en toneelkundige maatschappij "Vlamingen vooruit!". In 1874 verschenen twee theaterstukken van zijn pen, een drama in vijf bedrijven "De Gelukkigen der wereld" en een blijspel met zang in één bedrijf "Drie oude hanen en eene jonge hen, of het wonderbare ei".
Lints overleed op 26 september 1900. Nog op die dag zelf kwam de Leuvense gemeenteraad samen. Meteen werd overeengekomen een Leuvense straat te hernoemen naar de overledene. Op 29 oktober 1900 besloot daarom het schepencollege dat de Flessenstraat, die het stadspark met de stadsring verbindt, vanaf dan Frederik Lintsstraat zou heten.